# حسین‌آباد (بالش)
حسین‌آباد یک روستا در ایران است که در دهستان بالش شهرستان داراب واقع شده‌است. حسین‌آباد ۲۴۳ نفر جمعیت دارد.